# Euplocia inconspicuaria
Euplocia inconspicuaria är en fjärilsart som beskrevs av Butler. Euplocia inconspicuaria ingår i släktet Euplocia och familjen nattflyn. Inga underarter finns listade i Catalogue of Life.